# Enni Lundström

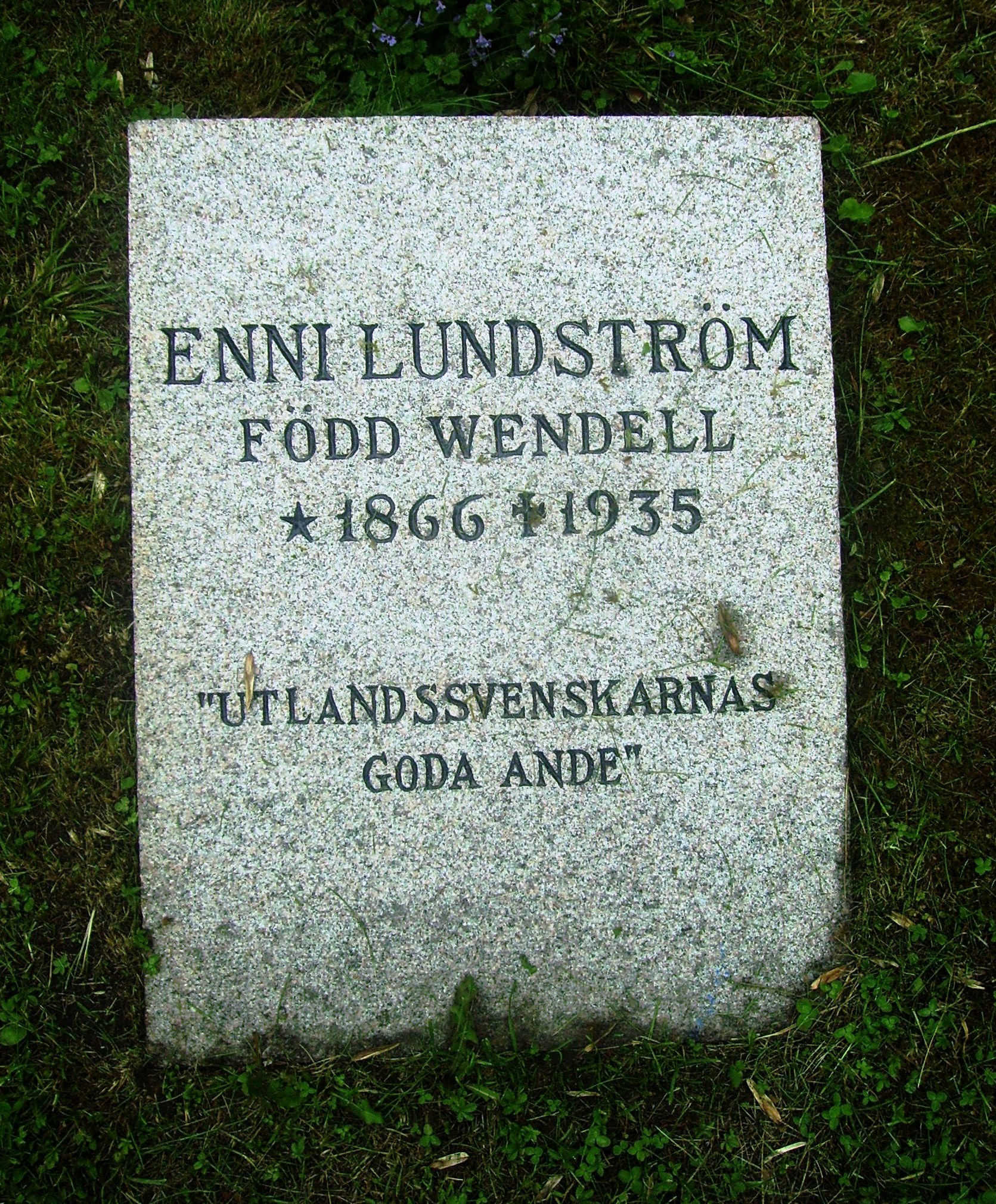
Gravvård på Sigtuna kyrkogård. "Utlandssvenskarnas goda ande", står det på stenen.

Enni Alfhild Ingeborg Lundström, född Wendell 28 oktober 1866 i Pälkäne, död 21 januari 1935 i Johannebergs församling i Göteborg, var en svensk författare och journalist.
Hon var dotter till kamreren Edward Wendell och Sofia Nyman samt från 1901 gift med Vilhelm Lundström. Efter studier i Helsingfors var hon föreståndare för Kotka svenska samskola 1899–1901. Därefter var hon medarbetare i Göteborgs Aftonblad 1901–1906, där hennes make samtidigt var huvudredaktör. Åren 1914–1923 var hon redaktör för Allsvensk Samling. Hon var engagerad i arbetet inom Riksföreningen för svenskhetens bevarande i utlandet. 
Hon är begraven på Sigtuna kyrkogård.